# Neo-Human Casshern
Shinzou Ningen Casshern (яп. 新造人間キャシャーン Синдзо: Нингэн Кяся:н) (тж. Neo-Human Casshern) — научно-фантастический аниме-сериал, выходивший в 1973—1974 годах в 19:00 на телеканале Fuji TV. На основе концепции оригинальной истории были также сняты OVA Casshern: Robot Hunter (1993), полнометражный фильм Casshern (2004) и ремейк сериала Casshern Sins (2008).

## Сюжет
Действие фильма происходит в 1990-х годах. Профессор Котаро Адзума — гениальный робототехник — изобретает принципиально новый тип андроида, получивший индекс БиКей-1 (BK-1). Вследствие удара молнии в лабораторию профессора БиКей-1 выходит из-под контроля и поднимает мятеж против своего создателя, едва не убив самого Котаро и его семью.
Приехавшие на вызов военные не смогли справиться с андроидом, который не только разбил их отряд, но и захватил лабораторию по производству роботов. В ООН пытались решить кризис бунта машин, но было уже поздно, армии андроидов захватывали один город за другим. В отчаянной попытке спасти положение профессор Адзума превращает своего сына Тэцую в «нингэна» — нео-кибернетическое существо, по виду напоминающего человека, но обладающего сверхсилой и почти неуничтожимой обшивкой. Так появляется Кассян — главный герой фильма, который призван не допустить захват мира андроидами.

## Персонажи
- Тэцуя Адзума (яп. 東鉄也 Адзума Тэцуя), он же Кассян (яп. キャシャーン Кяся:н) — главный герой фильма, нео-киборг и сын профессора Адзумы. Обладая сверхсилой и потрясающей живучестью, тем не менее Кассян сохранил человеческие эмоции. В первый сериях фильма он очень тяжело переживал своё превращение в киборга, в частности то, что он больше не может чувствовать вкус пищи. Кроме того он опасался, что люди не примут его, так как он отчасти машина.
- Луна Кодзуки (яп. 上月ルナ Ко:дзуки Луна) — юная подруга Кассяна, знакомая с семьёй Адзума ещё со школьной скамьи. Её отец был убит армией андроидов, а она сама едва не была казнена Брайкинг Боссом. Несмотря на то, что Луна не имеет сверхвозможностей, как Кассян, она играет немаловажную роль, поддерживая его не только морально, но в и бою, используя магнитную винтовку (разработку её отца — MF Gun).
- Мидори Адзума (яп. 東 みどり Адзума Мидори) — мать Тэцуи. Когда её с мужем (профессором Адзумой) захватили роботы, Котаро ничего не оставалось как спрятать свою жену в тело робота-лебедя Свани (Swanee). Поскольку Свани не вызвал подозрения у правящей верхушки андроидов, Мидори могла поставлять сыну ценную информацию. Конструктивной особенностью Свани было то, что, отражая лунный свет, он мог проецировать образ матери Тэцуи в виде голограммы.
- Котаро Адзума (яп. 東 光太郎 Адзума Котаро) — гениальный учёный, который изобрёл андроидов в надежде помочь человечеству, однако из-за несчастного случая едва не поставил его на грань гибели. Попав в плен к Брайкинг Боссу, Котаро пытался улучшить собственный проект нингэна, по которому был создан Кассян, чтобы помочь сыну в борьбе с андроидами.
- Френдар (яп. フレンダー Фурэнда:) — изначально Френдар был домашним любимцем семьи Адзума — псом Лаки. Но, защищая Луну от нападения робота, был убит. Профессор Адзума внедрил ДНК Лаки в кибернетическое тело робота-пса, создав тем самым боевого товарища Кассяна. У ставшего роботом Лаки появилась возможность трансформироваться в скоростной автомобиль, самолёт, катер и даже танк-бурмашину. Кроме того Френдер вооружён мощным огнемётом и когтями, способными резать сталь.
- Брайкинг Босс (яп. ブライキングボス Бурайкингу Босу) — главный злодей, первоначально андроид Бикей-1 (BK-1), первый принципиально новый андроид, созданный профессором Адзумой чтобы помочь человечеству, но поражённый молнией и восставший против людей; быстро создав империю андроидов, Брайкинг Босс (а именно такое имя он себе выбрал), создал ещё трех андроидов по своему образу и подобию. Брайкинг Босс проявляет ряд человеческих качеств, например гнев, вальяжность, кроме того он курит и употребляет спиртное.
- Андроиды из правящей верхушки (созданные Брайкинг Боссом по своему образу), высокопоставленные командующие армией роботов: Барасин (яп. バラシン), Аркборн (яп. アクボーン Акубон), Сагурэ (яп. サグレー).

## Издания и переиздания
- В 1993 году было сделано 4-серийное изложение сериала «Кассян: Охотник на роботов» (Casshan: Robot Hunter),[2] в котором отдалённо пересказан сюжет оригинального сериала 1973 года.
- В 2004 году по мотивам мультсериала был снят фильм «Casshern[англ.]», вышедший в русском прокате под названием «Легион».
- В 2008 году вышел 24-эпизодный сериал «Грехи Кассяна» (Casshern Sins),[4] который кардинально отличался от первоисточника.